# Legion Hadžiefendicia
Legion Hadžiefendicia (serb.-chorw. Hadžiefendićeva Legija, pełna nazwa Dobrovoljacki Odjel Narodnog Ustanka Bojnika Hadžiefendicia), zwany też Pułkiem Domdo Tuzla lub Legionem Muzułmańskim – ochotnicza kolaboracyjna formacja zbrojna złożona z bośniackich muzułmanów podczas II wojny światowej.

## Geneza
Na pocz. kwietnia 1941 r. oficer Królewskiej Armii Jugosławii mjr Muhamed Hadžiefendić zdezerterował i w rejonie miejscowości Vodice w zachodniej Chorwacji zorganizował oddział złożony z miejscowej ludności, który walczył z rozpadającą się armią jugosłowiańską. Po proklamowaniu 10 kwietnia utworzenia Niepodległego Państwa Chorwackiego, mjr H. Hadžiefendić powrócił do rodzinnej Tuzli w Bośni. W grudniu spotkał się z chorwackim marszałkiem Slavko Kvaternikiem, uzyskując od niego zgodę na sformowanie lokalnej jednostki spośród mieszkających w rejonie Tuzli muzułmanów, którym zagrażały ataki ze strony serbskich czetników i komunistycznej partyzantki.

## Zarys historyczny
W grudniu 1941 r. powstała autonomiczna jednostka zwana potocznie Legionem Hadžiefendicia podporządkowana Siłom Zbrojnym Niepodległego Państwa Chorwackiego. Od marca 1942 r. był to oddział w sile brygady (w składzie sześciu batalionów). Liczył ok. 6 tys. ludzi. Rekrutował się spośród członków muzułmańskiej milicji Domdo w Bośni. Działał w północno-wschodniej części Bośni w rejonie Tuzli. Jego żołnierze byli słabo uzbrojeni i wyszkoleni. Na koniec grudnia 1941 r. jego struktura wyglądała następująco:
- I Batalion – Puračić (363 ludzi),
- II Batalion – Banović (463 ludzi),
- III Batalion – Tupković (218 ludzi),
- IV Batalion – Petroviće (290 ludzi).

Legion podlegał wówczas chorwackiej 4 Dywizji Piechoty.
W ciągu 1942 r. bataliony muzułmańskie toczyły walki z komunistyczną partyzantką i czetnikami oraz sprawowały służbę ochronną w rejonie Tuzli. W grudniu tego roku w miejscowości Bijeljina sformowano V batalion, a na pocz. 1943 r. – VI batalion. Według stanu na styczeń tego roku Legion był podporządkowany chorwackiej 3 Dywizji Piechoty, a jego kwatera główna mieściła się w Tuzli. Pod koniec stycznia ponownie walczono z partyzantami w rejonie Zvornika. W lutym dowództwo chorwackiego II Korpusu postanowiło zreorganizować muzułmańską milicję we wschodniej Bośni, tworząc z niej brygadę w składzie dwóch pułków. Plan jednak upadł z powodu chęci przywódców muzułmańskich do zachowania swojej odrębności i niezależności. W lipcu rozmieszczenie batalionów wyglądało następująco:
- I Batalion – Puračić,
- II Batalion – Kladanj,
- III Batalion – Gračanica,
- IV Batalion – wzdłuż drogi Zvornik – Tuzla,
- V Batalion – Zvornik.

Pod koniec lipca Legion pod względem taktycznym podporządkowano 369 (Chorwackiej) Dywizji Piechoty. Na przełomie lipca i sierpnia prowadził zacięte walki obronne z partyzantami. W poł. 1943 r. mjr M. Hadžiefendić postanowił przyłączyć się wraz ze swoim oddziałem do nowo formowanej przez Niemców chorwacko-muzułmańskiej 13 Dywizji Górskiej SS „Handschar”; został nawet mianowany oficerem SS. Jednakże 7 października został zabity wraz z 55 swoimi ludźmi przez komunistycznych partyzantów w zasadzce koło Tuzli. Po jego śmierci Legion został rozwiązany; część żołnierzy przeszła do chorwackiej armii, część do 13 DGór. SS, a pozostali przyłączyli się do partyzantów.